# Afrikas Wilder Westen - Die Pferde der Namib
Afrikas Wilder Westen - Die Pferde der Namib é um documentário austríaco de 2014 com direção e roteiro escrito por Franz Leopold Schmelzer. O filme é uma produção da Interspot Film para ORF, com cooperação com o canal franco-alemão ARTE e a  televisão pública da Alemanha NDR.
O documentário foi nomeado a um Emmy Internacional em 2015.

## Sinopse
Em 1918, cavalos de guerra alemães e sul-africano, foram soltos no quente deserto da Namíbia. Como eles poderiam sobreviver, em uma das paisagens mais bonitas, ressecadas e robustos do mundo? Milagrosamente, se adaptaram e se mantém até hoje.
Distante, no interior, em cidades-fantasma há muito abandonada pela indústria do diamante, cobras, lagartos, camaleões e besouros competem por comida entre as areias deriva. Ao longo da costa das fábricas abandonadas centenas de milhares de focas vêm em terra produzir, seus bebês são impiedosamente caçado por Chacal e hienas marrons. Apenas a 200 metros de distância de Halifax Island, uma colônia de pinguins desfrutam de uma vida despreocupada, protegido dos predadores.